# Lichenopora intricata
Lichenopora intricata is een mosdiertjessoort uit de familie van de Lichenoporidae. De wetenschappelijke naam van de soort is, als Defrancia intricata, voor het eerst geldig gepubliceerd in 1856 door George Busk. De soort werd gevonden op schelpen aan de kust van de Golf van Californië bij Mazatlán (Mexico).